# 木村龍
木村 龍（きむら りゅう、1950年6月9日 - ）は、日本の画家、人形作家。熊本出身。
山本じんに球体関節人形を学ぶ。
ボックスアート、球体関節人形、胸像やレリーフ等、様々な形態の作品を製作。
冷たく凍りついた表情の人形たちの作品群は、日本の人形作家の中では特異なものと言われている。
絵画では、ノスタルジックな昭和を思わせる作品も多い。
三鷹市にて創作人形教室「いおぎい国天使商会」を主宰し、後進を指導。かの立島夕子は弟子。

## 略歴
1950    6月9日熊本で生まれる。
1969    上京。似顔絵描きなどをやりながら画家を目指す。
1974    この頃より、中野ブロードウェイギャラリーなどで絵を発表する。
1982    原宿デイリープラネットで初めて人 形を発表する。この展示が縁で、山本じん氏 天野可淡氏吉田良氏恋月姫氏と交流し各ギャラリーで作品を次々と発表。
1985    「第一回人形たち展」奨励賞受賞
1987    「第三回人形たち展」奨励賞受賞
1990    片岡佐吉氏のマリアの心臓に作品を委託。
2001   gROTTESCO△sEPHIRAHの舞台「帝国曼荼羅見世物館」の題字と人形制作担当
2012    zaroff(初台)で個展。 以降、zaroffでは企画展に数多く参加している。
2013    DVD作品集「いおぎい国の休日」発売。
2016    写真集「光速ノスタルジア」発売。
また、スパンアートギャラリー(銀座)、パラボリカ・ビス(浅草)、ヴァニラ画廊(銀座)、BunkamuraGallery(渋谷)、歩歩琳堂(神戸)、ビリケンギャラリー(南青山)などの企画展、グループ展にも多数参加している。
2019    和歌山県の紀の川市真言宗山階派長壽寺に納める「飯綱大権現」完成
(2020年4月開眼の儀式が行われた)
2021    SWERY氏による小説「ディア•アンビバレンス」の装画に使われる。
2022    5月京都ライト商会にて、関西では初の個展を開催。絵画、立体作品を合わせて70点という自身初の展示作品数となった。

## エピソード
- 木村氏が、40年ほど前に床屋に頼まれて描いた看板が、今どうなっているか見に行ったら、まるで昨日描いた様に色も褪せず当時のままだった。
- 木村氏は料理が上手く、教室では、夕飯に木村氏本人の手料理が振る舞われる。
- 木村氏の叔父は書道家で、木村氏は書道の腕を見込まれていたが、あとを継がないことで叔父に泣かれたことがある。
- 若い頃フォークシンガーの高田渡と画家のスズキコージと三鷹の同じアパートに住んでおり飲み仲間だった。
- 中山ラビとも交流があった。

## 作品集
- DVD作品集「いおぎい国の休日」
- 写真集「光速ノスタルジア」発行アトリエサード